# Hunnenschlacht

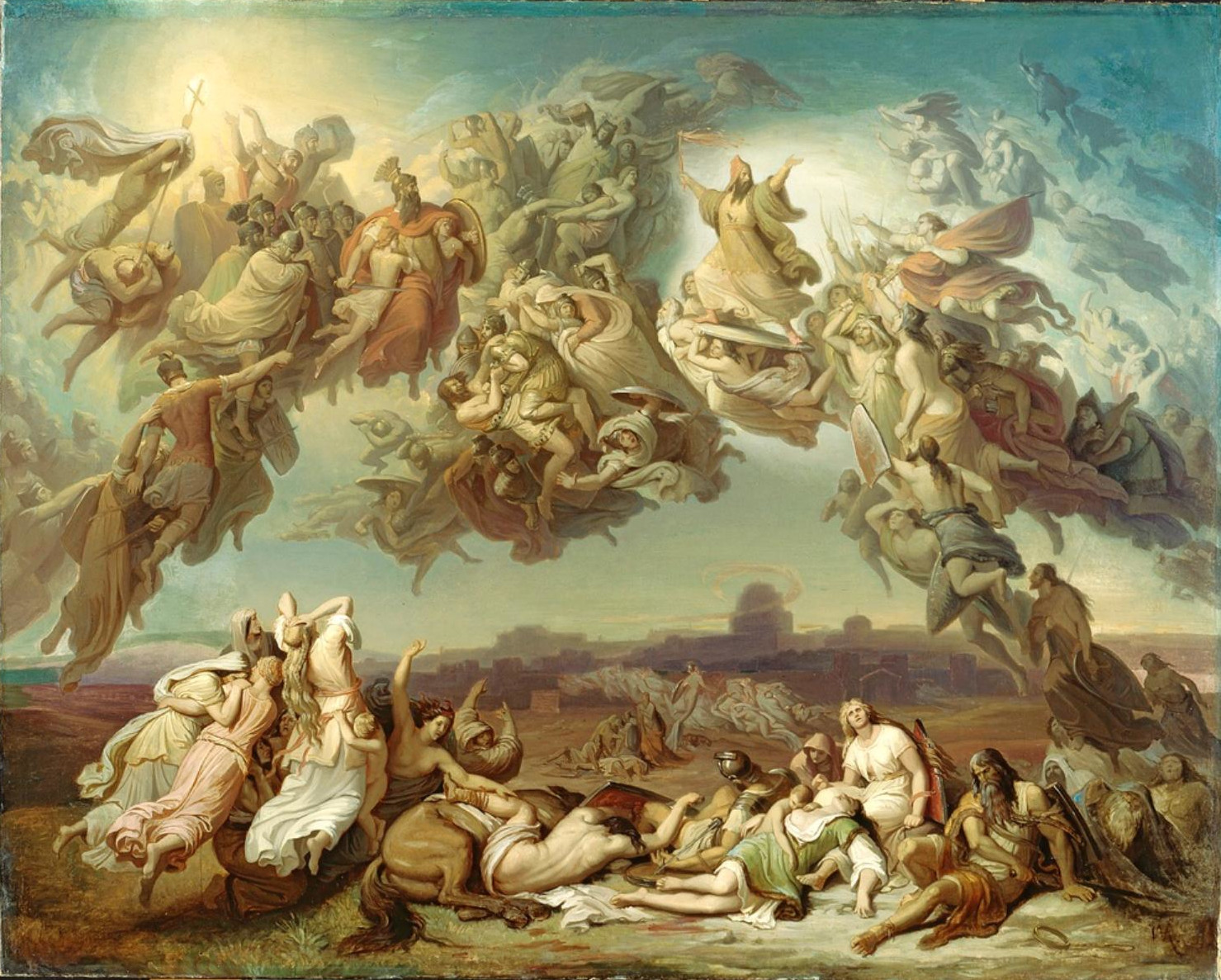
Hunnenschlacht, por Wilhelm von Kaulbach.

Hunnenschlacht, em português: Batalha dos Hunos (S.105) é um poema sinfónico composto por Franz Liszt em 1855. É o número 11 do seu ciclo de treze Poemas sinfónicos escritos durante o período em Weimar e foi baseado no quadro homónimo de Wilhelm von Kaulbach.

## Inspiração
Esta obra está baseada no quadro homónimo de Wilhelm von Kaulbach. A pintura descreve a Batalha dos Campos Cataláunicos, travada a 20 de junho de 451 entre o Império Romano do Ocidente, os visigodos e os alanos, sob o comando de Flávio Aécio e de Teodorico I, por um lado e os hunos, comandados por Átila, no campo oposto. Esta batalha foi a última grande campanha militar do Império Romano do Ocidente e o culminar da carreira de Aécio. Segundo a lenda, a batalha foi tão feroz que as almas dos guerreiros mortos continuaram a peleja no céu.

## Estrutura
A primeira parte deste poema sinfónico, marcada como Tempestuoso, allegro non troppo, tem as seguintes indicações do compositor: «Maestros: o timbre da peça deverá manter-se muito escuro e todos os instrumentos devem soar como fantasmas». Liszt conseguiu a maior parte destes efeitos mediante indicações na partitura da secção de cordas sobre o modo de tocar com surdina, mesmo nas paisagens fortissimo. Esta secção representa um ambiente de pressentimento e supressão da raiva antes do estrondo da batalha.
Na segunda parte, Piu mosso, iniciada com um «Schlachtruf» («grito de batalha») das trompas, há um aumento dinâmico das cordas. Começa aí o tema da batalha principal, uma versão formada completamente com material da própria abertura. Toda esta secção usa a chamada escala cigana, que Liszt empregou frequentemente nas suas composições de temática húngara. Nesta secção, o compositor introduziu um efeito invulgar: contra a corrente habitual do uso de música de batalha estridente, os trombones interpretam uma antiga melodia, do género do cantochão, chamada «Crux fidelis». A descrição do próprio Liszt para esta secção foi «duas correntes de luz contrárias onde os hunos e a Cruz se movem».
O tema «Crux fidelis» é interpretado posteriormente pelas cordas numa parte tranquila e pacífica, que contrasta com a anterior. A música cresce em intensidade, incluindo finalmente um órgão e a secção de metais entre bastidores e conclui de forma triunfal.